# Christoph Büchel
Christoph Büchel (Basilea, 1966) es un artista suizo conocido por sus instalaciones hiper-realistas a gran escala contemporáneas desafiando supuestos sociales y artísticos. En 2015 causó un especial escándalo construyendo una mezquita en una iglesia de Venecia. También ha sugerido que los prototipos para el muro de Donald Trump deberían considerarse arte de la tierra. En 2019 rescató para la Bienal de Venecia un pesquero que naufragó transportando a más de 700 migrantes que en su mayoría perecieron en el mar. 

## Biografía
Christoph Büchel nació en Basilea, Suiza, en 1966.

## Obras y polémicas

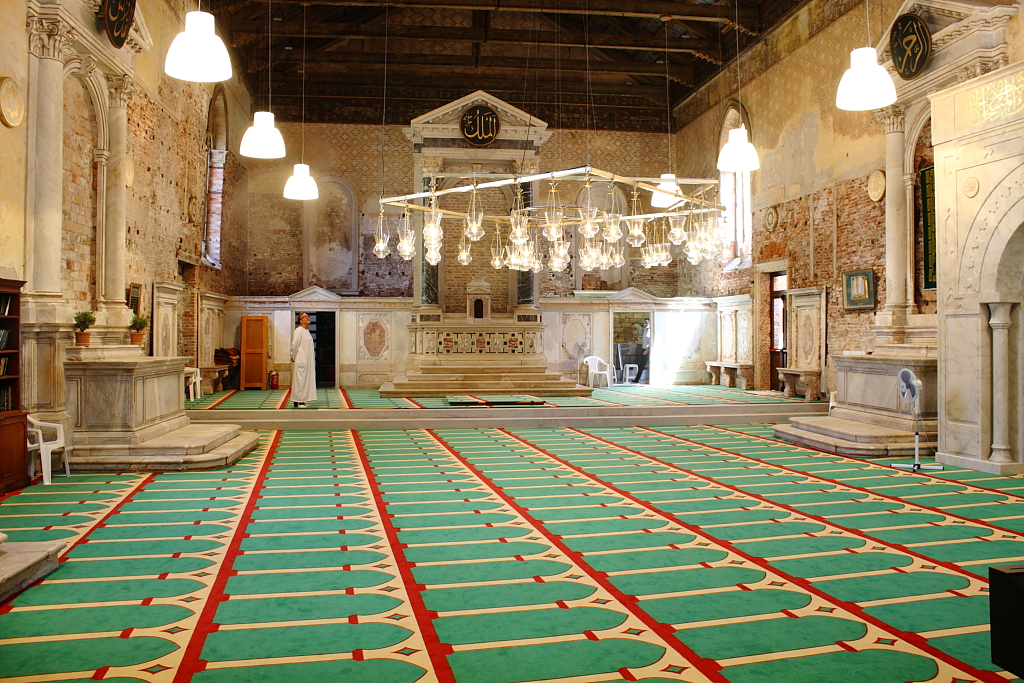
La Abbazia della Misericordia se transforma en mezquita.

Pertenece a una generación de artistas en escultura e instalación y está conectado especialmente con el trabajo de Dieter Roth.
En la Bienal de Venecia 2015, Christoph Büchel  colaboró con el pabellón nacional de Islandia, con una instalación comisariada por Nina Magnúsdóttir y creada con el apoyo de las comunidades musulmanas de Venecia e Islandia transformando la Iglesia de la Abadía de la Misericordia del siglo X en desuso desde hacía 40 años, en una mezquita. Presentada como La Mezquita: la primera mezquita en la histórica ciudad de Venecia, se inspiró en parte en las disputas en Islandia sobre la construcción de la primera Mezquita de Reykjavík. Después de una denuncia presentada por un miembro del partido neofascista Fuerza Nueva, las autoridades venecianas cerraron la instalación apelando a la violación de permisos.
Büchel alentó el reconocimiento artístico de ocho prototipos del muro fronterizo erigidos cerca de la frontera entre Estados Unidos y México buscando apoyo con una petición en línea.
En mayo de 2019 recuperó para la Bienal de Venecia 2019 a modo de obra de arte denominada Barca Nostra el pesquero de construcción egipcia que en 2015 había zarpado de las costas egipcias con más de 700 migrantes. Naufragó y solo lograron llegar a Italia 28 personas vivas. Se recuperaron 528 cuerpos pero ninguno pudo ser devuelto a sus familias. La obra ha suscitado el debate sobre los límites del arte.